# Synasellus fragilis
Synasellus fragilis är en kräftdjursart som beskrevs av Pedro Ivo Soares Braga 1946. Synasellus fragilis ingår i släktet Synasellus och familjen sötvattensgråsuggor. Inga underarter finns listade i Catalogue of Life.